# کارت تبریک

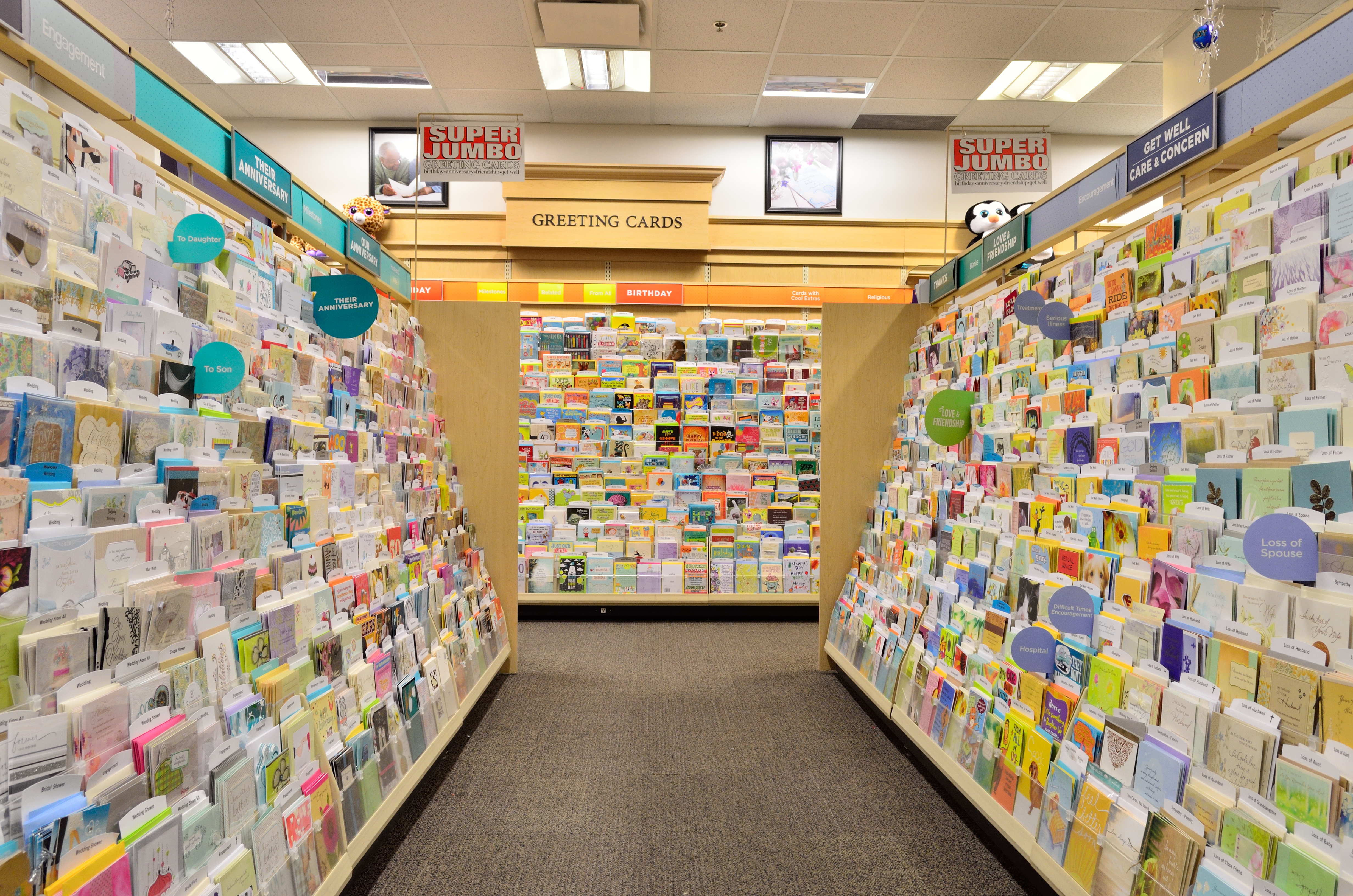
بخش کارت‌های تبریک در فروشگاه.

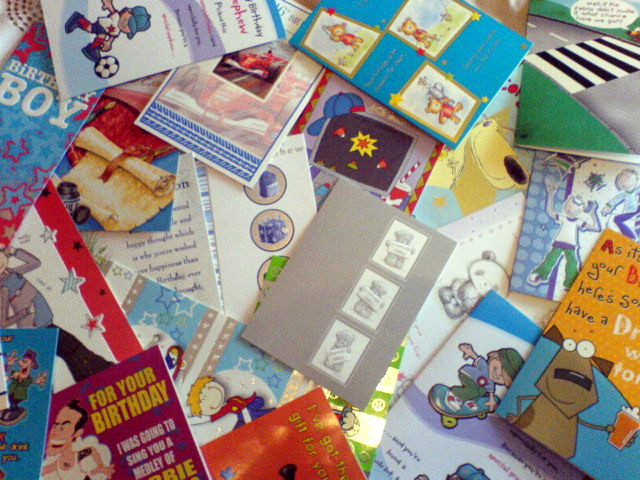
تعدادی کارت تبریک تولد.

کارت تبریک (انگلیسی: Greeting card) تکه کاغذ با کیفیتی است که رویش تصویرسازی‌هایی برای ابراز دوستی یا احساسات دیگر وجود دارد. کارت‌های تبریک در مناسبت‌های خاصی مانند تولد، کریسمس و دیگر مناسبت‌ها مانند هالووین، به عنوان تقدیرنامه و بیان دیگر احساسات (مانند آرزوی بهبودی) نیز اهدا می‌شود. معمولاً این کارت‌ها را در پاکت‌هایی با طرح‌های مختلف قرار می‌دهند. هالمارک کاردز و امریکن گریتینگز که هر دو آمریکایی هستند، دو تولیدکننده بزرگ کارت‌های تبریک در جهان هستند.